# Estero Marga Marga
Estero Marga Marga är ett vattendrag i Chile.   Det ligger i regionen Región de Valparaíso, i den södra delen av landet, 100 km nordväst om huvudstaden Santiago de Chile.
Runt Estero Marga Marga är det i huvudsak tätbebyggt. Runt Estero Marga Marga är det mycket tätbefolkat, med 1 135 invånare per kvadratkilometer.